# Satya Nadella
Satya Narayana Nadella (en télougou సత్య నాదెళ్ల), né le 19 août 1967 à Hyderabad, en Inde, est le président-directeur général (PDG) de Microsoft.
Il était précédemment vice-président de la branche « Cloud et Entreprise » de cette entreprise, notamment responsable de la gestion et de l'évolution des plates-formes informatiques (serveurs et postes de travail) de la branche « Développement » et des activités « Cloud » (activités dématérialisées) du groupe.
Il dispose de la citoyenneté américaine.

## Jeunesse et études
Satya Nadella est né à Hyderabad, dans l'État indien de l'Andhra Pradesh, dans une famille hindoue parlant le télougou,,. Sa mère, Prabhavati Yugandhar, était conférencière en sanskrit au Sri Padmavathi College (en) de Tirupati et son père, Bukkapuram Nadella Yugandhar, était fonctionnaire au sein de la fonction publique administrative indienne (l'IAS) et a servi en tant que secrétaire des anciens premiers ministres indiens Narasimha Rao et Manmohan Singh,.
Il étudie à la Hyderabad Public School (en) avant d'intégrer la Manipal Institute of Technology – de la Manipal Academy of Higher Education (en) – et d'obtenir un diplôme d'ingénierie en électronique et communication,.
Après s'être expatrié aux États-Unis, Nadella obtient un master en sciences informatiques à l'université du Wisconsin à Milwaukee,, ainsi qu'un MBA à l'université de Chicago.

## Carrière

### Sun Microsystems
Nadella travaille pour Sun Microsystems en tant qu'ingénieur technique, avant de rejoindre le groupe Microsoft en 1992.

### Microsoft

#### 1992–2014
En 1992, Nadella rejoint Microsoft et fait partie de la trentaine d'immigrants indiens travaillant pour la société. Il a notamment travaillé sur le projet de télévision interactive de Microsoft (MSN TV) et le système d’exploitation Windows NT.
Chez Microsoft, il occupa notamment les postes de vice-président senior du département « Recherche & Développement » de la division « Services en ligne » (Online Services) et le poste de vice-président de la division « Business » de Microsoft. Plus tard, il fut nommé président de la division « Business serveurs et outils » (19 milliards de dollars de chiffre d'affaires), et dirigea la transformation du modèle économique et de l'organisation des ressources internes de la branche « Services client » vers les branches « Cloud computing » et « Cloud services ». Il fut notamment l'artisan de l'intégration de Microsoft SQL Server, de Windows Server et de la branche « Développement » (autour de Microsoft Visual Studio) dans la solution cloud Windows Azure. Ainsi, les revenus de la division « Cloud services » sont passés de 16,6 milliards de dollars en 2011 à plus de 20 milliards de dollars en 2013.

#### En tant que PDG (2014–)
Depuis le 4 février 2014, Satya Nadella est le nouveau PDG de Microsoft et succède à Steve Ballmer. Depuis le début de son mandat il s’attelle au changement de la culture d'entreprise de Microsoft et à la simplification du processus d’ingénierie, pour être plus réactif sur le secteur.
En juillet 2014, il annonce la suppression d'environ 14 % des effectifs de Microsoft d'ici à 2015, soit 18 000 postes, cela afin d'adapter la taille de l'entreprise face aux deux leaders du secteur que sont Google et Apple.
Le 12 décembre 2014, Microsoft annonce l'intégration du bitcoin, monnaie cryptographique en plein essor de popularité, à sa plateforme Xbox. Il est également annoncé que Microsoft continuera de surveiller attentivement l'évolution du bitcoin, dans le but de l'intégrer à d'autres projets futurs. En conférence de presse, Satya Nadella affirme être très intéressé par la technologie Blockchain .
Il mise également sur le Cloud et a participé à lancer des tablettes haut de gamme comme la Surface Pro 3 ou la Surface Pro 4, ainsi que des téléphones comme les Microsoft Lumia 950 et 950 XL (en).
En mai 2017, alors que Microsoft et ses concurrents (Amazon, Apple, Google et IBM notamment) s'apprêtent à intégrer un peu plus l'intelligence artificielle dans la vie courante, Satya Nadella a déclaré lors d'une conférence de presse que les développeurs ont la responsabilité d'empêcher un avenir dystopique de type 1984 de George Orwell ou du meilleur des mondes de Aldous Huxley (sans citer Skynet). À cette occasion Jason Wong, directeur de la recherche sur le design et le développement d'applications chez Gartner lui a demandé ce qu'il adviendra de ceux des emplois peu qualifiés et de cols bleus qui seront remplacés par des robots. D'autres craignent que l'intelligence artificielle capte également un jour prochain une part croissante du travail des cols blancs ; sujet abordé dans les débats du Forum économique mondial de Davos en janvier 2017.
En 2024, sa rémunération comme dirigeant de Microsoft s'élève à 79,1 millions de dollars, en hausse de 63% par rapport à 2023. Une somme essentiellement composée d'actions (pour une valeur d'environ 71 millions de dollars).

## Vie privée
Satya Nadella est marié depuis 1992 à Anupama Priyadarshini, une architecte de formation. Le couple a trois enfants, deux filles et un fils. En 2022, Satya et Anupama Nadella perdent leur fils Zain, qui meurt à l'âge de 26 ans et qui souffrait de paralysie cérébrale,.

## Prix et distinctions
En 2018, il est classé par le Time Magazine dans la liste des 100 personnes les plus influentes du monde, le Time 100.